# Hanoch Piven
Hanoch Piven (Montevideo, Uruguai, 21 d'agost de 1963) és un artista israelià de mitjans mixts, més conegut per les seues caricatures de celebritats.

## Història
Piven va nàixer a l'Uruguai i es va traslladar a Israel amb la seua família als onze anys. Va créixer a Ramat Gan, i va estudiar a l'Escola d'Arts Visuals de Nova York, on es va graduar el 1992. Quan va tornar a Israel el 1995, va començar a treballar per al diari Haaretz.

## Carrera artística
Les composicions il·lustrades de Piven, d'estil de collage, es realitzen a partir d'objectes comuns i retalls de materials, inclosos articles que podrien estar associats amb el tema (per exemple, utilitzant companatge i ampolles de licor per crear Boris Yeltsin per a Haaretz l'any 2000). Les seues caricatures han aparegut a Time, Newsweek, Rolling Stone, The Atlantic Monthly, The Times i Entertainment Weekly, entre altres publicacions.